# Tomgång
Tomgång kallas det låga varvtalet en förbränningsmotor ligger vid då den är igång men inte används.
Tomgången varierar från motor till motor, en lastbilsmotor kan till exempel ligga på cirka 600 varv/minuten medan en Formel 1-motor kan ligga vid cirka 1 200. En tvåtaktsdiesel av typen GM EMD kan ha en tomgång på ca 300 varv/minuten. 
Stora tvåtaktsdieslar i stora fartyg har en tomgång på 50 varv i minuten. 
Tomgången skall inte ligga över eller under det som tillverkaren rekommenderar, för låg tomgång gör att motorns varvtal gungar upp och ner vilket med tiden kan slita ut den samt att vridmomentet blir väldigt lågt vilket lättare gör att det blir motorstopp när man skall börja köra. För hög tomgång sliter också på motorn, men framförallt bidrar det till ökade utsläpp.

## Tomgångskörning i Sverige
Tomgångskörning är förbjuden i flertalet kommuners lokala föreskrifter. Tomgångskörning definieras då vanligtvis som att ha fordonet på tomgång i mer än en minut, utom vid trafikljus och andra tillfälliga köer.